# Veljko Paunović
Veljko Paunović (in serbo Вељко Пауновић?; Strumica, 21 agosto 1977) è un allenatore di calcio ed ex calciatore serbo, di ruolo centrocampista, tecnico del Real Oviedo.

## Palmarès

### Giocatore
- Supercoppa di Spagna: 1

Maiorca: 1998

### Allenatore
- Campionato mondiale di calcio Under-20: 1

Nuova Zelanda 2015

#### Individuale
- Allenatore serbo dell'anno: 1

2015